# Rudi Völler
Rudolf „Rudi“ Völler (* 13. April 1960 in Hanau) ist ein deutscher Fußball-Funktionär und früherer Spieler sowie Trainer. In seiner Spielerkarriere von 1977 bis 1996 war er in Deutschland, Frankreich und Italien aktiv und galt als einer der besten Mittelstürmer seiner Generation. Von 1982 bis 1994 spielte er 90 Mal für die deutsche Nationalmannschaft und wurde 1990 mit ihr Weltmeister. Im Jahr 1992 war er kurzzeitig ihr Mannschaftskapitän. Mit Olympique Marseille gewann er 1993 die Champions League.
Von 2000 bis 2004 war er Teamchef der deutschen Nationalmannschaft, die unter seiner Leitung 2002 Vize-Weltmeister wurde.
Bei Bayer 04 Leverkusen war er 2000 und 2005 Interimstrainer. 2004 trainierte er kurzzeitig die AS Rom.
Von 1996 bis 2000 sowie von Anfang 2005 bis 2018 war er bei Bayer 04 Sportdirektor, von 2018 bis 2022 Geschäftsführer Sport. 2022 bis 2023 saß er im Gesellschafterausschuss der Fußball GmbH.
Als Mitglied einer „Task-Force“ stand er dem Deutschen Fußball-Bund (DFB) bei der Vorbereitung auf die Heim-EM 2024 beratend zur Seite. Seit Februar 2023 ist er der Sportdirektor unter anderem für die A-Nationalmannschaft. Im September 2023 betreute er die Nationalelf nochmals für ein Spiel als Teamchef.

## Jugend
Rudi Völler wurde 1960 in Hanau (Hessen) als einer von zwei Söhnen von Kurt (1925–2016) und Ilse Völler (1928–2022) geboren. Der Vater war gelernter Dreher, arbeitete später als Lagermeister und war Jugendbetreuer beim örtlichen Fußballverein TSV 1860 Hanau, bei dem er auch als Spieler aktiv gewesen war. Die Mutter arbeitete nebenher als Näherin und Putzfrau. Völlers Bruder Dieter starb 2014 im Alter von 67 Jahren an den Folgen von Lungenkrebs.
Mit acht Jahren nahm sein Vater ihn zum ersten Mal mit zum Training. Völler wollte von Anfang an nur im Sturm spielen und entpuppte sich schnell als Talent. Ab der C-Jugend spielte er im Sturm des TSV und erzielte von da an 40 bis 50 Tore pro Saison. Mit 15 Jahren wurde er von dem Offenbacher Talentspäher Hermann Nuber entdeckt.
Er besuchte die Realschule sowie eine Hanauer kirchliche sogenannte Sonntagsschule. Nach seinem Realschulabschluss wollten ihn die Kickers Offenbach verpflichten, doch Völler absolvierte zunächst eine Berufsausbildung zum Bürokaufmann. Als Auszubildender arbeitete er auf der Kickers-Geschäftsstelle und später beim Unternehmen Löhr & Bromkamp, das Gelenkwellen für Kraftfahrzeuge herstellte.

## Vereinskarriere

### Offenbach und 1860 München
Mit 16 Jahren trainierte Völler erstmals mit der Profimannschaft des damaligen Zweitligisten Kickers Offenbach. Als 17-Jähriger gab er im November 1977 sein Debüt in der ersten Mannschaft. In dieser Saison absolvierte er noch fünf weitere Ligaspiele und erzielte im Januar 1978 sein erstes Profitor für die Kickers.
Vor der Saison 1978/79 unterschrieb er bei den Kickers seinen ersten Profivertrag. Er spielte noch bis zum Ende der Saison 1979/80 in Offenbach am Main und brachte es am Ende auf insgesamt 74 Spiele mit 18 Toren.
Im Jahre 1980 wechselte Völler für eine Ablöse über 700.000 DM zum Erstligisten TSV 1860 München. In seiner ersten Erstligasaison gelangen ihm in 33 Spielen neun Tore, doch der TSV 1860 stieg in die 2. Bundesliga ab. Obwohl Völler in der Saison 1981/82 mit 37 Toren Torschützenkönig wurde, wurde der direkte Wiederaufstieg um einen Punkt verpasst. Wegen großer finanzieller Belastungen entzog der DFB dem TSV die Lizenz, ein Zwangsabstieg in die drittklassige Bayernliga war die Folge. Völler wechselte daraufhin zu dem ambitionierten Erstligisten Werder Bremen, der die vorangegangene Saison als Aufsteiger mit dem fünften Platz abgeschlossen hatte. Er sollte bei Bremen als Mittelstürmer der Nachfolger des ehemaligen Nationalspielers Erwin Kostedde werden.

### Werder Bremen
In der Saison 1982/83 wurde Werder Bremen punktgleich mit dem Meister Hamburger SV Vizemeister und Völler in seiner ersten Bremer Spielzeit Bundesliga-Torschützenkönig. Im Frühjahr 1983 lag Völler ein unterschriftsreifes Angebot des italienischen Erstligisten AC Turin vor. Sein Berater Holger Klemme hatte mit Turin einen Zweijahresvertrag ausgehandelt, der Völler 1,5 Millionen D-Mark Gehalt eingebracht hätte. Völler lehnte das finanziell bessere Angebot Turins ab und verlängerte stattdessen seinen Vertrag mit Werder. In den Kalenderjahren 1983 und 1985 erzielte Völler mit zehn Treffern mehr Auswärtstore als jeder andere Spieler der Bundesliga und stellte damit zugleich eine Bestmarke auf, die von Marvin Ducksch erst im Jahr 2023 ebenfalls für Werder Bremen spielend eingestellt wurde.
In den Spielzeiten 1984/85 und 1985/86 folgten weitere Vizemeisterschaften mit Werder Bremen, 1986 abermals wegen der schlechteren Tordifferenz. Dabei wurde er im vorletzten Spiel der Hinserie im Spiel bei Bayern München von Klaus Augenthaler so schwer gefoult, dass er fast die komplette Rückrunde ausfiel und erst am vorletzten Spieltag der Saison gegen die Bayern wieder eingewechselt werden konnte.
In seiner letzten Saison an der Weser traf er in 30 Spielen 22-mal. Insgesamt stehen für ihn 97 Erstligatore in 137 Partien im Werder-Trikot zu Buche.

### Im Ausland
Im Jahre 1987 wechselte er vom SV Werder Bremen zur AS Rom in die Serie A, in der er mit seinem Verein in der Saison 1987/88 den dritten Platz erreichte. Mit der AS Rom gewann er 1991 den italienischen Pokal und erreichte im gleichen Jahr das Finale des UEFA-Cup, in dem seine Mannschaft allerdings Inter Mailand unterlag. 1992 kamen Völler und die AS Rom bis ins Viertelfinale des Europapokals der Pokalsieger, in welchem die Mannschaft jedoch gegen den späteren Finalisten AS Monaco ausschied, der dann im Finale gegen Völlers ehemaligen Verein Werder Bremen unterlag.
Zur Spielzeit 1992/93 wechselte er zu Olympique Marseille, wo er – als erster deutscher Fußballspieler überhaupt – 1993 die erste Ausgabe der Champions League, vormals Europapokal der Landesmeister, gewann. Völler wurde im Finale, das die Franzosen 1:0 gegen die AC Mailand gewannen, in der 78. Minute gegen Jean-Christophe Thomas ausgewechselt.

### Bayer 04 Leverkusen
Im Jahre 1994 kehrte er nach Deutschland zurück. Für Bayer 04 Leverkusen absolvierte er 62 Bundesligaspiele und erzielte 26 Tore, bevor er schließlich 1996 seine aktive Karriere beendete, um danach bis 2000 als Sportdirektor für den Verein zu arbeiten.

## Nationalmannschaft
Von 1979 bis 1982 bestritt er 19 Spiele für die U-21-Nationalmannschaft und schoss dabei 10 Tore. 1982 wurde er U-21-Vizeeuropameister und erzielte im ersten Endspiel in Sheffield gegen England das Tor für die deutsche Mannschaft bei der 1:3-Niederlage. Im mit 3:2 gewonnenen Rückspiel in Bremen kam er nicht zum Einsatz. Zudem bestritt er 1980 drei Spiele für die B-Nationalmannschaft.
Im Frühjahr 1982 nominierte Bundestrainer Jupp Derwall Völler als einzigen Zweitligaspieler in den vorläufigen 40-Spieler-Kader für die WM in Spanien. Letztendlich zog Derwall aber die etablierten Stürmer Klaus Fischer und Horst Hrubesch vor. Am 17. November 1982 debütierte Völler schließlich bei der 0:1-Niederlage in Nordirland in der deutschen Nationalmannschaft, als er für Lothar Matthäus eingewechselt wurde.
Bei der für die bundesdeutsche Auswahl enttäuschenden EM 1984 erreichten viele seiner Mitspieler nicht annähernd ihre Leistungsgrenze. Völler dagegen erzielte in den drei Vorrundenspielen, nach denen Deutschland ausschied, die beiden einzigen Tore für sein Team. Somit war er einer der wenigen bundesdeutschen Spieler, die die EM zumindest in Teilen als Erfolg verbuchen konnten.
Trotz einer langen Verletzungspause in der vorausgegangenen Saison wurde Völler für die WM 1986 nominiert und erreichte mit der deutschen Mannschaft das Finale. Er war mit diesmal drei Toren wie bei der EM zwei Jahre zuvor bester deutscher Torschütze im Turnier. Zwei seiner Tore erzielte er nach Einwechslungen und war dadurch bis zur WM 2014 erfolgreichster Einwechselspieler der deutschen Mannschaft bei Weltmeisterschaften, bevor dieser statistische Rekord von André Schürrle abgelöst wurde, der in diesem Turnier drei Jokertore erzielte. Bei der EM 1988 wurde er in allen vier Spielen eingesetzt und erzielte in der Partie gegen Spanien beide Tore zum 2:0-Sieg.
Zwei Jahre später, 1990, wurde Völler mit der bundesdeutschen Nationalmannschaft Weltmeister: Beim 1:0-Sieg gegen Argentinien im Finale von Rom war es Völler gewesen, der nach Auffassung des Schiedsrichters im Strafraum gefoult worden war, bevor Andreas Brehme den anschließenden Elfmeter zum 1:0 verwandelte. Noch mehr in Erinnerung als der umstrittene Elfmeter blieb vielen aber eine Situation im Achtelfinale, während welchem er vom niederländischen Nationalspieler Frank Rijkaard mehrmals bespuckt wurde, Völler dann aber zusammen mit Rijkaard nach einer Auseinandersetzung vom Platz gestellt wurde.
Als sich Lothar Matthäus 1992 am Knie verletzte und nicht an der EM im selben Jahr teilnehmen konnte, wurde Völler Kapitän der Nationalmannschaft. Im Turnier brach er sich allerdings im ersten Spiel gegen die GUS den Arm und konnte bei den weiteren Spielen nicht mehr eingesetzt werden. Anschließend gab er seinen Rücktritt aus der Nationalmannschaft bekannt und wurde Mitte Oktober 1992 mit einem Länderspiel gegen Mexiko verabschiedet. In der Vorbereitung auf die WM 1994 kehrte er in die DFB-Auswahl zurück. Völler erzielte bei der WM in den Vereinigten Staaten dann im Achtelfinale gegen Belgien zwei Tore (Endstand 3:2). Das Viertelfinale gegen Bulgarien, wonach Deutschland ausschied, war sein letztes Spiel in der Nationalmannschaft.
Für die Nationalmannschaft spielte er 90 Mal und erzielte 47 Tore. Diese Trefferzahl macht ihn gemeinsam mit Jürgen Klinsmann zum vierterfolgreichsten Torschützen der deutschen Nationalmannschaft hinter Miroslav Klose (71), Gerd Müller (68) und Lukas Podolski (49). Er bestritt 15 WM-Spiele und schoss dabei acht Tore sowie acht EM-Spiele, bei denen er vier Tore erzielte.

## Trainer und Manager

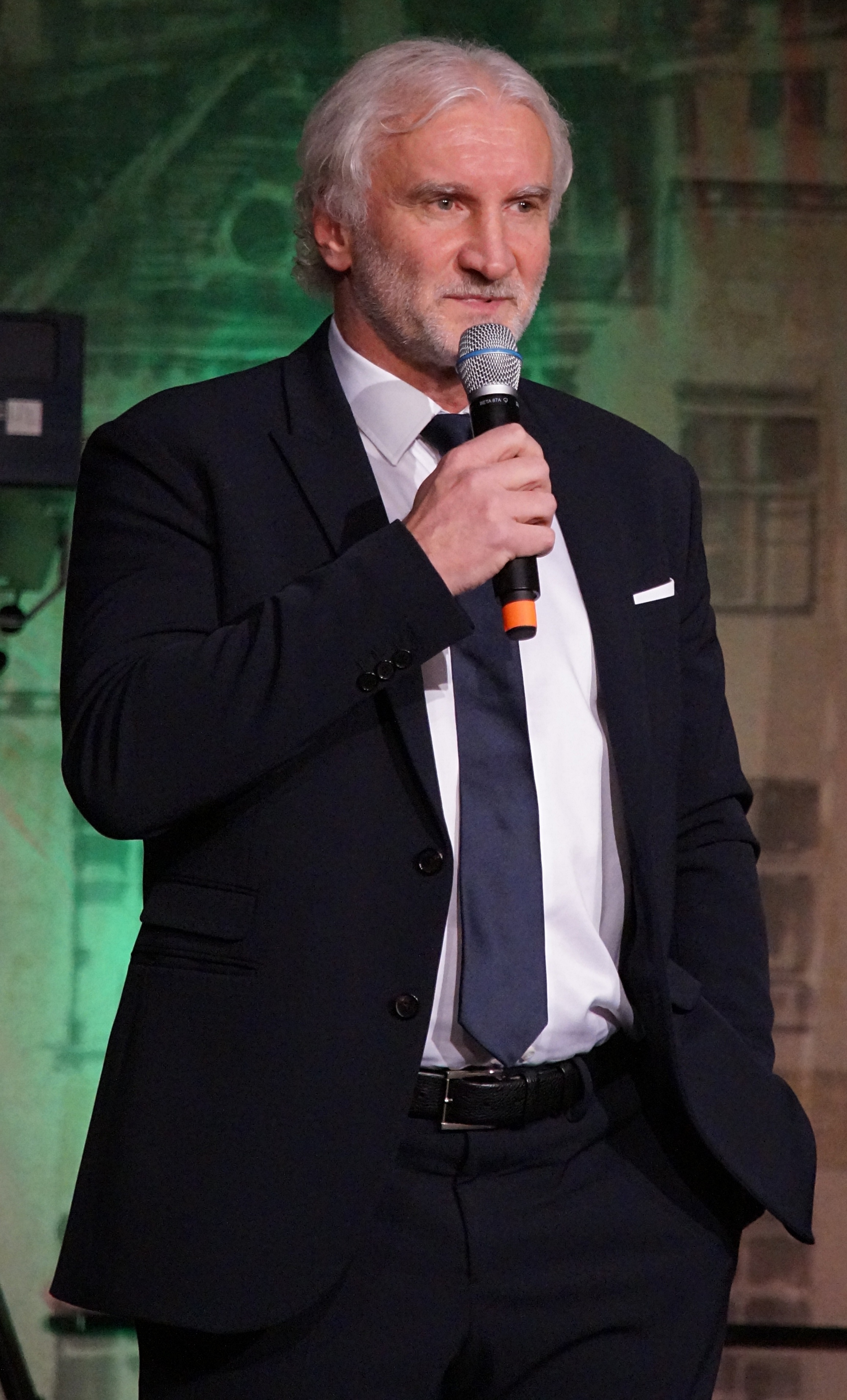
Rudi Völler (2016)

Am 2. Juli 2000, kurz nach der EM, bei der die deutsche Nationalelf unter Erich Ribbeck als Titelverteidiger schon in der Vorrunde als Gruppenletzter ausgeschieden war, wurde Völler Teamchef der DFB-Auswahl.
Ursprünglich sollte Christoph Daum nach dem Auslaufen seines Vertrags bei Bayer 04 Leverkusen 2001 Bundestrainer werden, wurde jedoch wegen nachgewiesenen Drogenkonsums nicht mehr berücksichtigt. Daraufhin wurde Völler unbefristet eingestellt. Für knapp einen Monat war er im Herbst 2000 nach der Entlassung von Daum gleichzeitig Interimstrainer bei Bayer 04 Leverkusen.
Seinen größten Erfolg erzielte Völler 2002: Entgegen der Prognosen vieler Experten, die ein frühes Aus prophezeit hatten, schaffte er mit der deutschen Nationalmannschaft bei der WM 2002 in Südkorea und Japan den Sprung ins Finale. Deutschland unterlag gegen Brasilien mit 0:2.
Für Schlagzeilen sorgte Völler am 6. September 2003, als er nach einem enttäuschenden 0:0 der deutschen Nationalelf in einem EM-Qualifikationsspiel in Island gegen die „Brasilianer des Nordatlantik“ (Zitat Gerhard Delling) in einem Live-Interview mit dem ARD-Moderator Waldemar Hartmann seinen Unmut bekundete, nachdem er zur schlechten Leistung seiner Mannschaft befragt worden war. Er attackierte vor laufender Kamera insbesondere den Moderator Delling und den Experten Günter Netzer wegen ihrer seiner Meinung nach unsachgemäßen und negativen Berichterstattung. Hartmann, der dies nicht gelten lassen wollte, wurde deswegen von Völler ebenfalls zurechtgewiesen. So kam der Vorwurf seitens Völler, Hartmann habe „drei Weizenbier getrunken“ und könne somit ganz „locker“ negativ über die deutsche Mannschaft berichten. Völler entschuldigte sich später öffentlich für seine Wortwahl, hielt aber an seiner grundsätzlichen Kritik einer seiner Ansicht nach desavouierenden Berichterstattung fest.
Die „Wutrede“ Völlers kam vor allem deshalb zustande, weil sich Völler etwas früher als sonst im Studio eingefunden hatte und so die Vorberichterstattung Netzers und Dellings, der das Spiel als „[absoluten neuen] Tiefpunkt“ deklariert hatte, mitbekam. ARD-Moderator Hartmann erklärte dies später in einem Interview: Normalerweise hätten die Trainer nach dem Spiel immer eine „Cooldown-Phase“, „[a]ber das war ja eher eine Bezirkssportanlage in Reykjavík. Er kam drei Treppchen hoch und drei Treppchen runter direkt ins Studio. Und er konnte erstmals hören, was Günter Netzer und Gerhard Delling zum Spiel gesagt haben.“
Nachdem die deutsche Nationalmannschaft bei der EM 2004 bereits in der Vorrunde ausgeschieden war, erklärte Völler am 24. Juni 2004 seinen Rücktritt als Teamchef der deutschen Nationalelf.
Am 30. August 2004 wurde Völler neuer Trainer beim italienischen Fußballverein AS Rom. Bereits am 25. September 2004 trat er wegen des ausbleibenden sportlichen Erfolgs jedoch wieder zurück.
Seit dem 18. Januar 2005 fungierte Völler erneut als Sportdirektor von Bayer 04 Leverkusen. Am 16. September 2005 wurde er als Nachfolger von Klaus Augenthaler Übergangstrainer für drei Bundesligaspiele. Am 9. Oktober 2005 gab er das Traineramt an Michael Skibbe ab und arbeitete seitdem wieder als Sportdirektor.
Im April 2014 wurde Völler nach der 1:2-Niederlage beim Hamburger SV mit einer Geldstrafe in Höhe von 8.000 Euro belegt, weil er Schiedsrichter Dankert Parteilichkeit vorgeworfen hatte: „Der 13. Mann des HSV war Herr Dankert. Wenn der HSV den Antrag stellt, dass Herr Dankert noch eines der letzten Spiele pfeift, werden sie definitiv nicht absteigen.“
Am 24. Februar 2016 wurde Völler vom DFB erneut zur Zahlung einer Geldstrafe in Höhe von 10.000 Euro verurteilt, nachdem er nach der 0:1-Niederlage gegen Borussia Dortmund Schiedsrichter Felix Zwayer Parteilichkeit vorgeworfen hatte. In dem Spiel war ein schnell ausgeführter Freistoß des Dortmunder Matthias Ginter von Pierre-Emerick Aubameyang im Leverkusener Tor untergebracht worden. Problematisch war allerdings, dass der Freistoß sechs Meter vor dem Ort des Vergehens (Foul) ausgeführt wurde, was zwar laut dem Vorsitzenden der DFB-Schiedsrichterkommission, Herbert Fandel, regeltechnisch regelgerecht war, jedoch trotzdem eine strittige Entscheidung darstellt. In der Folge protestierte Leverkusens Trainer Roger Schmidt so heftig, dass er von Zwayer auf die Tribüne verwiesen wurde. Zwayer teilte Schmidt diese Entscheidung jedoch nicht direkt mit, sondern ließ sie über Leverkusens Kapitän Stefan Kießling an Schmidt ausrichten. Schmidt weigerte sich, auf die Tribüne zu gehen, und ließ Kießling ausrichten, er gehe nur, wenn Zwayer ihm die Entscheidung persönlich mitteile. Daraufhin unterbrach Zwayer die Partie für rund neun Minuten und schickte die Mannschaften in die Kabinen. Erst als Schmidt auf der Tribüne Platz genommen hatte, wurde die Partie wieder angepfiffen. Die unkonventionelle und indirekte Art, Schmidt den Verweis auszusprechen, war, ebenso wie die Spielunterbrechung, zwar regeltechnisch korrekt, jedoch ungewöhnlich und sei weder Schmidt noch Völler regeltechnisch bekannt gewesen. Völler echauffierte sich im anschließenden Sky-Interview mit Sebastian Hellmann über Zwayer, so halte er etwa die Entscheidung, das Spiel zu unterbrechen, „als wäre was Furchtbares passiert“, für „total übertrieben“; außerdem hätte er sich gewünscht, dass Zwayer Schmidt den Verweis auf die Tribüne „vernünftig“ erklärt hätte, egal ob dies nun im Regelwerk stehe oder nicht. Auch war ein potentieller Elfmeter für Leverkusen nach Handspiel eines Dortmunder Spielers von Schiedsrichter Zwayer verweigert worden, wofür dieser sich später entschuldigte. Völler, gereizt von Reporter Hellmann, der dessen Ansichten im Interview kritisierte, äußerte daraufhin den Satz über den nicht gegebenen Elfmeter, für den er vom DFB belangt wurde: „Aber er [Felix Zwayer] hat sich ja revanchiert. Deshalb hat er ja auch den Elfmeter [pro Leverkusen] nicht gepfiffen.“
Völler übernahm zum 1. Juli 2018 die Aufgaben des Geschäftsführers Sport in der Bayer 04 Leverkusen Fußball GmbH an der Seite des Geschäftsführers Fernando Carro. Nach dem Auslaufen seines Vertrages Mitte 2022 schied Völler aus der Geschäftsführung aus und wurde zum Mitglied im Gesellschafterausschuss durch die Bayer AG ernannt. Nach seiner Ernennung zum Sportdirektor der deutschen Nationalmannschaft stellte er seine Aufgaben bei Bayer 04 ruhend.
Nach dem erneuten Vorrundenaus der deutschen Nationalmannschaft bei der WM 2022 wurde Völler vom DFB zusammen mit Hans-Joachim Watzke, Karl-Heinz Rummenigge, Matthias Sammer, Oliver Kahn und Oliver Mintzlaff in eine „Task-Force“ berufen, die nach dem Ausscheiden von Oliver Bierhoff (zuvor Geschäftsführer Nationalmannschaften und Akademie) dem Verband im Rahmen einer Neuorientierung und im Hinblick auf die Heim-EM 2024 beratend zur Seite stehen soll. Zum 1. Februar 2023 wurde er neuer Direktor der deutschen Nationalmannschaft. Nach der Freistellung des Bundestrainers Hansi Flick übernahm Völler die Nationalmannschaft interimsweise als Teamchef für das Testspiel gegen Frankreich am 12. September 2023. Beim 2:1-Erfolg assistierten ihm Hannes Wolf und Sandro Wagner. Nach dem Spiel bekräftigte Völler erneut, dass es sich bei dem Comeback um einen einmaligen Einsatz gehandelt habe. Einige Tage später wurde Julian Nagelsmann als neuer Bundestrainer verpflichtet. Sein Vertrag als Direktor der deutschen Nationalmannschaft gilt bis nach der Fußball-Weltmeisterschaft 2026.
Rudi Völler ist Kuratoriumsmitglied der Egidius-Braun-Stiftung.

## Rekorde
Seine 73 Tore in den ersten 100 Spielen für Werder Bremen bildeten über 32 Jahre einen Bundesliga-Rekord, den er am 7. September 1985 aufstellte. Dieser wurde durch den FC-Bayern-Spieler Robert Lewandowski um 9 Tore überboten, als er in seiner 100. Bundesliga-Partie für den FC Bayern am 16. September 2017 einen Doppelpack erzielte.

## Erfolge

### Als Spieler
- Weltmeister: 1990 mit Deutschland
- Vize-Weltmeister: 1986 mit Deutschland
- Vize-Europameister: 1992 mit Deutschland
- U21-Vize-Europameister: 1982 mit Deutschland
- Champions-League-Sieger: 1992/93 mit Olympique Marseille
- Coppa Italia: 1990/91 mit der AS Rom
- UEFA-Pokal-Finalist:1990/91 mit der AS Rom
- Torschützenkönig der Bundesliga: 1982/83 (23 Tore)
- Torschützenkönig der 2. Bundesliga: 1981/82 (37 Tore)
- Torschützenkönig der Coppa Italia: 1990/91 (4 Tore)
- Torschützenkönig des UEFA-Pokals: 1990/91 (10 Tore)
- Golden Player (Bester Spieler) der U21-Europameisterschaft 1982

### Als Teamchef
- Vize-Weltmeister: 2002 mit Deutschland

## Ehrungen
- 1983 wurde er Deutschlands Fußballer des Jahres.
- 1982 und 1986, während seiner Zeit in Bremen, wurde er Bremer Sportler des Jahres.
- 1985, 1990 (zweimal) und 1991 wurde er in der Rangliste des deutschen Fußballs als Weltklasse eingestuft.
- 2000 wurde er zum Mann des Jahres des deutschen Fußballs ernannt.
- 2000 wurde ihm das Silberne Lorbeerblatt verliehen.
- 2002 erhielt er die Ehrenbürgerschaft seiner Geburtsstadt Hanau.
- 2002 erhielt er die Auszeichnung Bambi der Hubert Burda Media.
- 2002, nach dem Erreichen der Vizeweltmeisterschaft als Trainer, erhielt er das Bundesverdienstkreuz.
- 2006 wurde er mit dem Bronzenen Löwen des Vereins „Leverkusen – ein starkes Stück Rheinland“ ausgezeichnet. Mit diesem erstmals vergebenen Preis wollten die Initiatoren Völlers Leistungen für das Ansehen der Stadt im In- und Ausland würdigen.
- 2008 wurde er mit dem Verdienstorden des Landes Nordrhein-Westfalen ausgezeichnet.
- 2010 erhielt er den ersten Egidius-Braun-Preis, der ihm für sein soziales Engagement – insbesondere im Rahmen der Mexiko-Hilfe des DFB – überreicht wurde.
- 2022 erhielt er den Ehrenpreis der DFL.[36]
- 2022 wurde er Gewinner des SPORT-BILD-Awards in der Kategorie „Lebenswerk“.[37]

## Privat
Völler ist seit 1995 in zweiter Ehe mit einer Italienerin verheiratet. Aus dieser Beziehung hat er zwei Söhne. Aus erster Ehe hat er einen Sohn und eine Tochter. Sein Sohn Marco spielte in der Basketball-Bundesliga, und sein Sohn Kevin Völler-Adducci spielte bis 2020 beim Fußballverein FC Büderich in der Bezirksliga Niederrhein.

## Gesellschaftliche und mediale Rezeption
In seiner aktiven Zeit erhielt Völler den Spitznamen Tante Käthe. Völlers Freund Thomas Berthold gab ihm eigener Aussage nach den in Hessen verbreiteten Spitznamen Käthe. Dass daraus Tante Käthe wurde, müsse, so Berthold, „eine Sache der Medien gewesen sein“. Von der Kölner Mundartband Höhner wurde er 2001 im Titel Tante Käthe als Bundestrainer besungen. Legendär waren auch die langgezogenen Ruuuuuuuuudi-Rufe in deutschen Fußballstadien sowie (während und nach der WM 2002) das Lied der Band La Rocca mit dem gar zum Satz des Jahres 2002 gekürten Titel Es gibt nur ein’ Rudi Völler zur Melodie von Guantanamera. Dieses Lied war in einer Kurzform bereits Ende der 1980er Jahre Bestandteil des Liedes König Fußball von Klaus & Klaus gewesen und wurde von diesem Duo ebenfalls im Jahre 2002 nochmals als Single herausgebracht.
Der damalige Stadionsprecher des Bremer Weserstadions, Christian Günther, veröffentlichte in den 1980er Jahren die Single Was ist bloß mit Rudi los?
In der deutschen Version des Videospiels Der Herr der Ringe Online existiert ein Nichtspielercharakter namens Rhudy Völler, der die Schneeballschlacht des jährlichen Winter-Julfests beaufsichtigt und anleitet, wohl als Hommage gedacht an Rudi Völlers Leistungen als Trainer.
Zudem wurde Völler in der Presse kritisiert, da er für den umstrittenen Energieanbieter Teldafax warb.
Völler war 2011 als Werbefigur der Sparkassen zu sehen und tritt seit Mai 2024 als Testimonial der Expert-Elektrofachmärkte auf.

## Film
- Wolfgang Schoen: Legenden – Rudi Völler. tvschoenfilm, 2006.[49]